# خصلة الشباب الجانبية

تمثال الطفل أمينمس، مُصورًا عاريًا بخصلة الشباب. 1480-1390 قبل الميلاد، الدولة الحديثة. المتحف المصري بتورينو

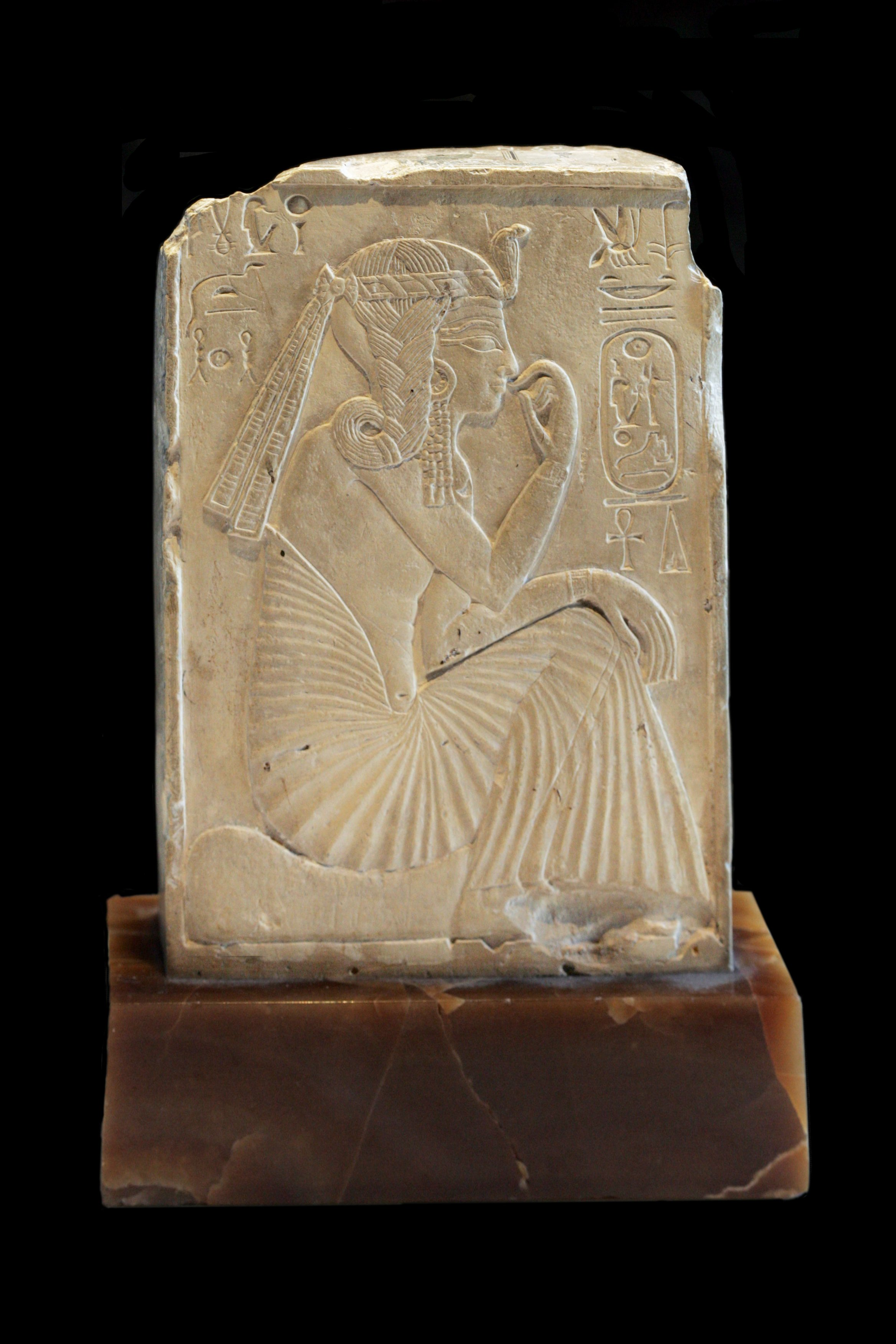
رمسيس الثاني مُصورًا كطفل مع خصلة الشباب

خصلة الشباب الجانبية (وتُسمى أيضًا خصلة حورس، خصلة الأمير، خصلة الأميرة، خصلة الطفولة أو الضفيرة الجانبية) كانت سمة تعريفية للطفل في مصر القديمة. تشير بشكل رمزي إلى أن مرتديها هو وريث شرعي لأوزيريس. كانت خصلة الشباب تستخدم كصفة إلهية على الأقل منذ الدولة القديمة.
في التمثيلات المبكرة، يمكن رؤية خصلة الشباب مع تسريحات شعر قصيرة تشبه القبعة في، على سبيل المثال، الطقوس الجنائزية. لاحقًا كانت تُضاف عادة إلى شعر مستعار بطول يصل إلى الكتف تقريبًا، وكان يُرتدى بثلاثة أساليب: مجعد، مستقيم، أو على هيئة ضفائر. بناءً على العلاقة بين ضفائر الشباب والأطفال، صاغ علماء المصريات مصطلح "خصلة الشباب". كان يرتديها الأطفال البشريون والإلهيون على حد سواء.

## الأشكال
اسم "خصلة الشباب" ليس دقيقًا تمامًا، لأنها عادة ما تكون ضفيرة بدلاً من خصلة، وتُنتهي بلفها إلى حلزون. في تمثيلات الدولة الوسطى، يكون الطرف ملتفًا للأمام.
كانت خصلة الشباب تُرتدى عمومًا على اليمين. في النقوش البارزة يمكن أن تُصور على اليسار أو اليمين، لأنه بخلاف ذلك لن تكون الضفيرة مرئية على شخصية في الوضع الجانبي الذي يواجه اليسار. كان يُفصل خصل من الشعر عن جانب الجمجمة، وينقسم بدوره إلى ثلاث ضفائر فردية. كان الجزء المضفر يُثبت في مكانه بواسطة مشبك عند نقطة نشأته.
بعد ذلك، كانت هناك عدة احتمالات مختلفة، مثل خصلة الشباب الثلاثية، التي تلتقي فيها الثلاث خصلات في حلزون. في حالات قليلة فقط، كان يُجمع الشعر بمشبك عند نقطة نشأته وينتهي بحلزون لكنه يُترك كخصلة شعر سائبة بينهما.
معروف أيضًا أنواع أخرى من ضفائر الإلهية. ضفيرة حورس، مثل خصلة الشباب، كانت تُضفر من ثلاث خصلات من الشعر، التي تبدو نهايتها على شكل مخلب وتتصل بالإلهة مافدت في الأساطير المصرية.

## الأهمية الأسطورية

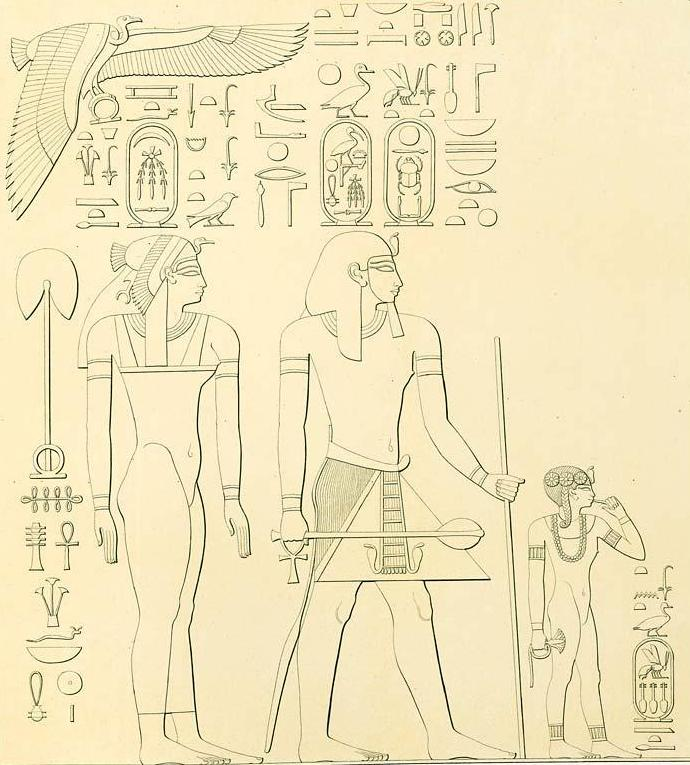
نفروبيتي (شقيقة حتشبسوت) كطفلة مع خصلة الشباب

كانت خصلة الشباب تُستخدم من قبل أبناء الملوك، ليس فقط لإظهار أنهم أطفال، بل أيضًا للإشارة إلى ارتباطهم بحورس الشاب. مثلهم، كان حورس الشاب يرتدي خصلة الشباب كوريث ظاهر لوالده أوزوريس.
وفقًا للسابق الأسطوري، حصل أبناء الملك، بوصفهم الورثة المعينين، على ضفيرة حورس كإشارة للواجبات الخاصة المرتبطة بهذا الوضع. في الأيقونات، كان الأطفال الملكيون يُصورون عراة ماصين أصابعهم، برؤوس حليقة تمامًا باستثناء خصلة الشباب.
أمنحتب الأول، وكذلك تحتمس الثالث، أعادوا استخدام الشكل الخاص بالمملكة الوسطى، وهو مرتبط بإحيائهم لرموز المملكة الوسطى بشكل عام. مرة أخرى في العصر المتأخر، أُعيد إحياء تمثيل خصلة الشباب من المملكة الوسطى.
مع بداية الدولة الحديثة، حققت خصلة الشباب أهمية مركزية كرمز خاص للأمراء والأميرات من الأسرة الثامنة عشر. يُلاحظ بشكل خاص ارتباط خصلة الشباب بالأميرات، اللواتي كأطفال للملك الحاكم كانوا يُعتبرن أيضًا ورثة محتملين ولذلك كان يُصورون أيضًا بضفيرة حورس.

## معرض صور

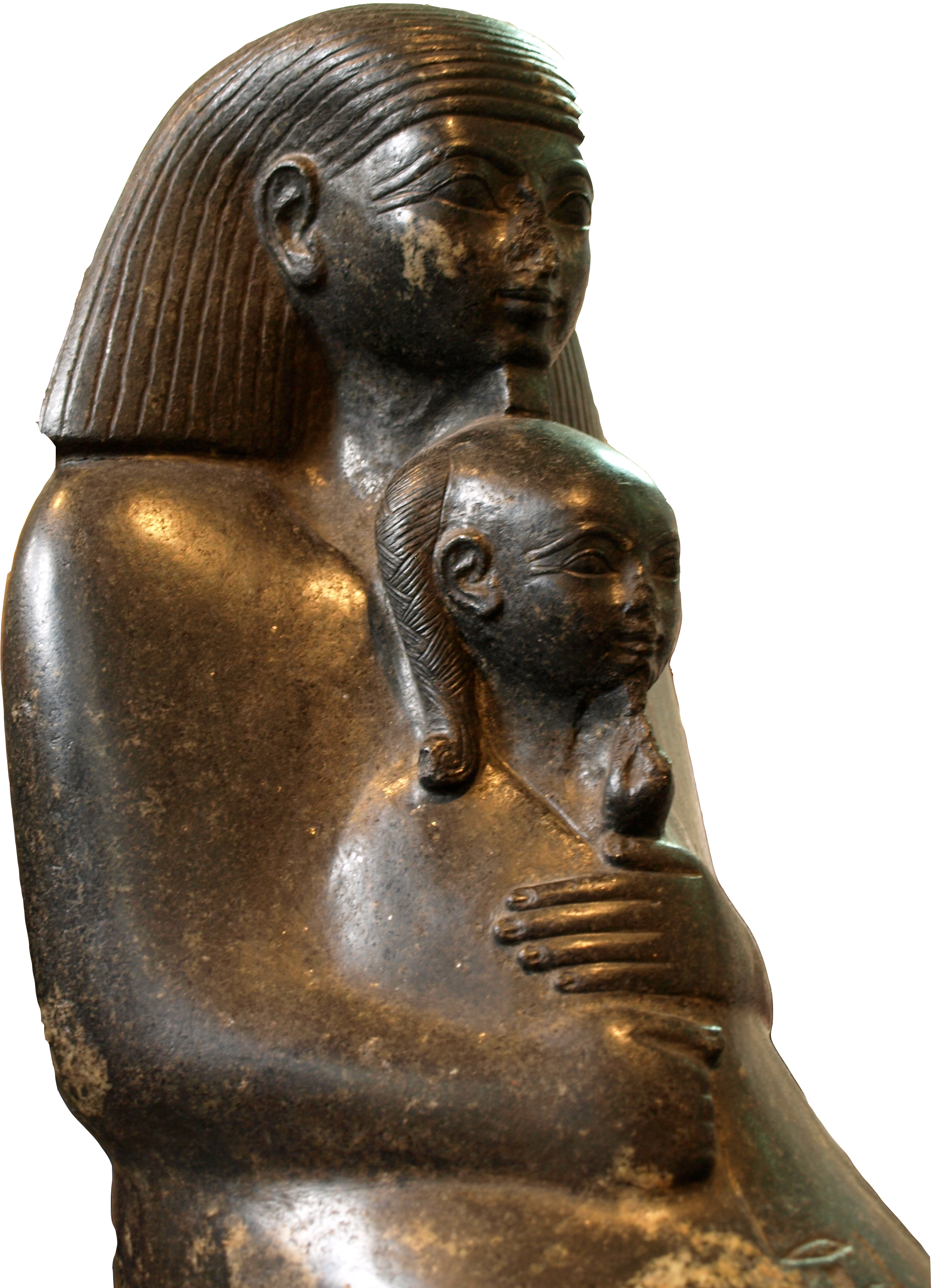
الأميرة المصرية نفرو رع مع ضفيرة طفل في أحضان المهندس المعماري سننموت (الأسرة الثامنة عشر ، عهد حتشبسوت) ، المتحف البريطاني
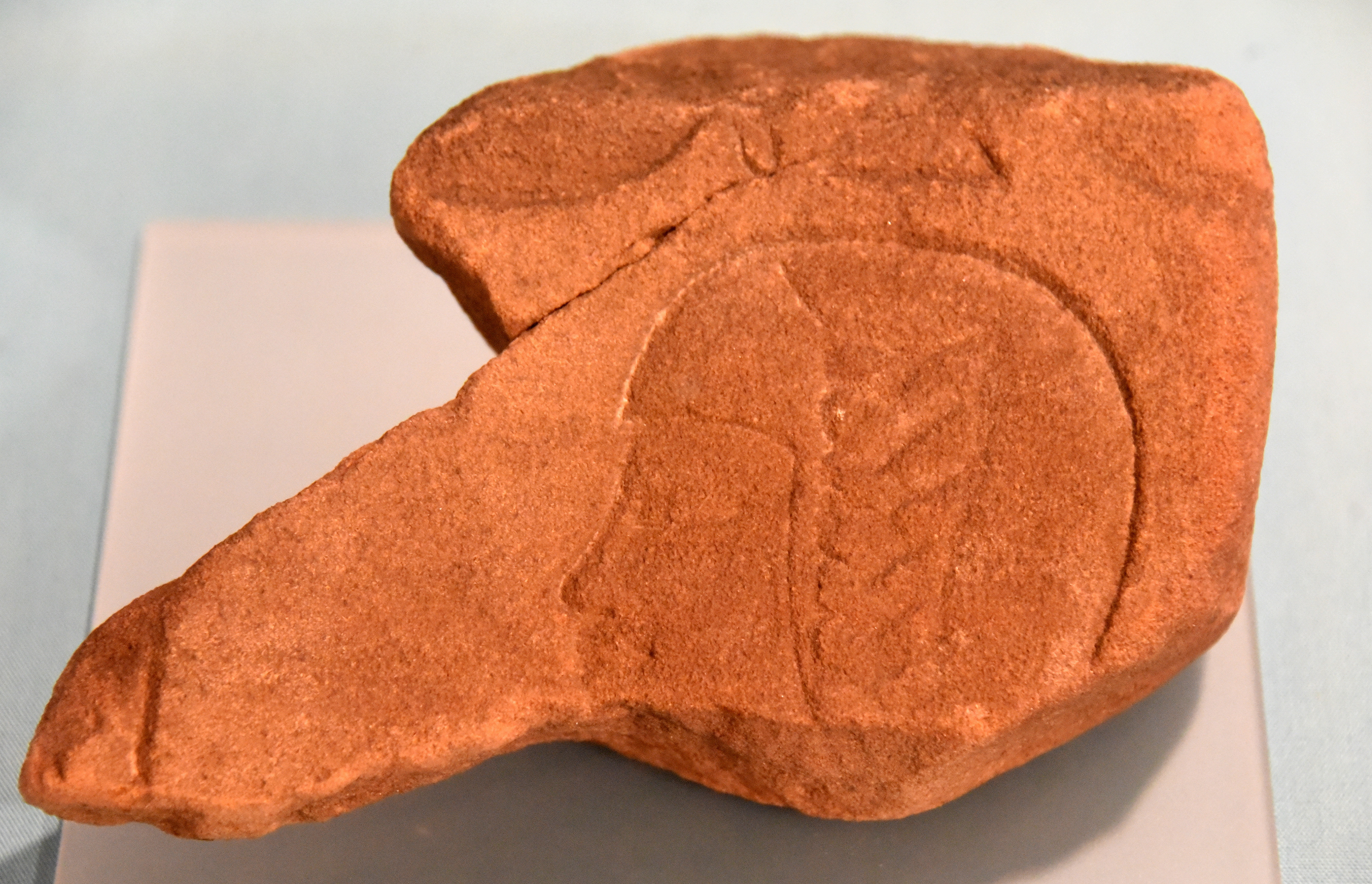
من معبد أمنحتب الثالث يصور أميرًا (ربما أخناتون قبل تنصيبه) ، الأسرة الثامنة عشرة. متحف بيتري
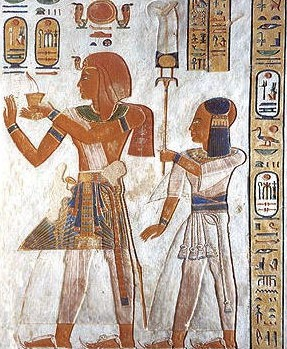
رمسيس الثالث والأمير خعمواس الثاني ، مقبرة QV44 ، القرن الثاني عشر قبل الميلاد.
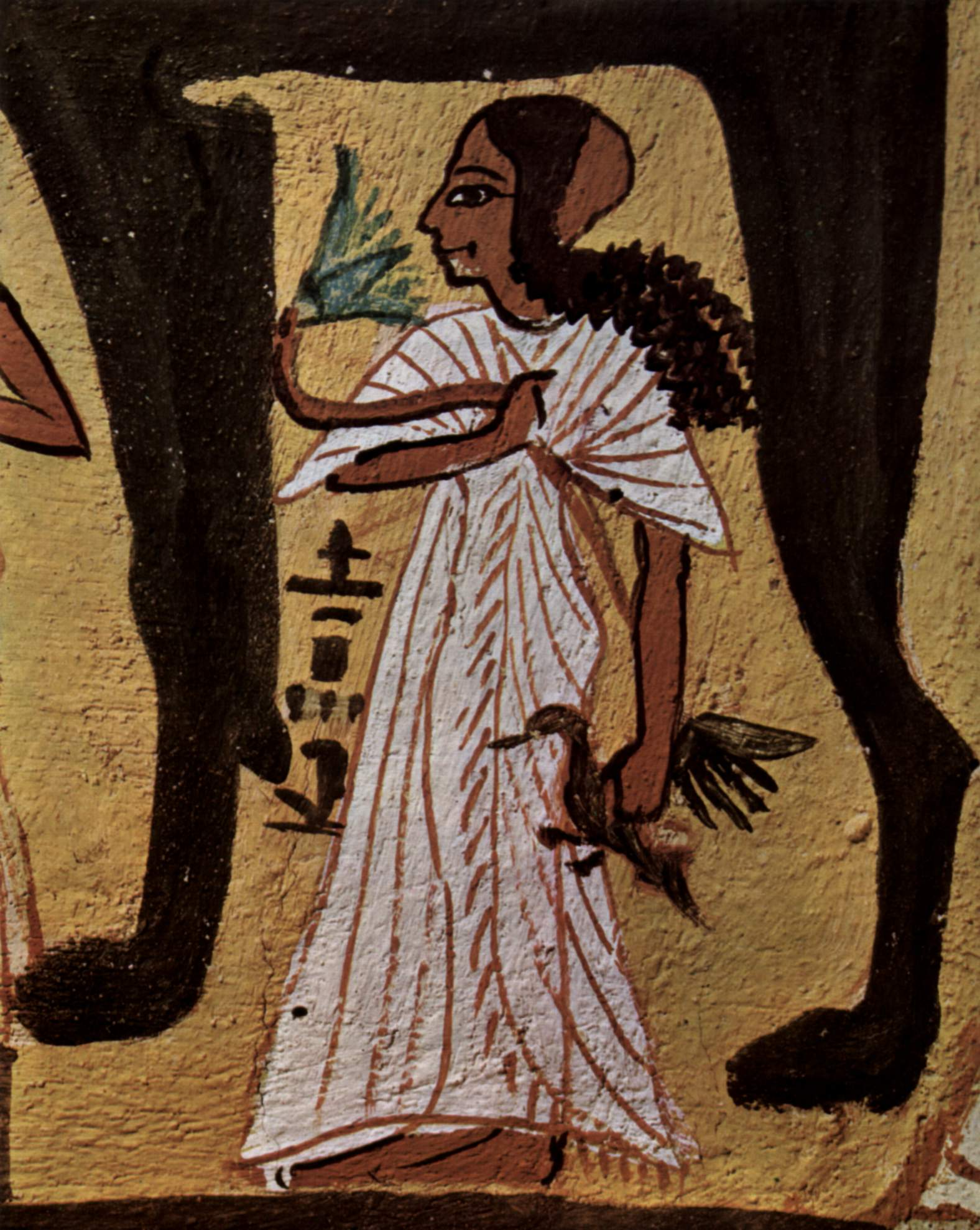
صورة لفتاة في مقبرة سن-نيجم ، حوالي 1200 قبل الميلاد.
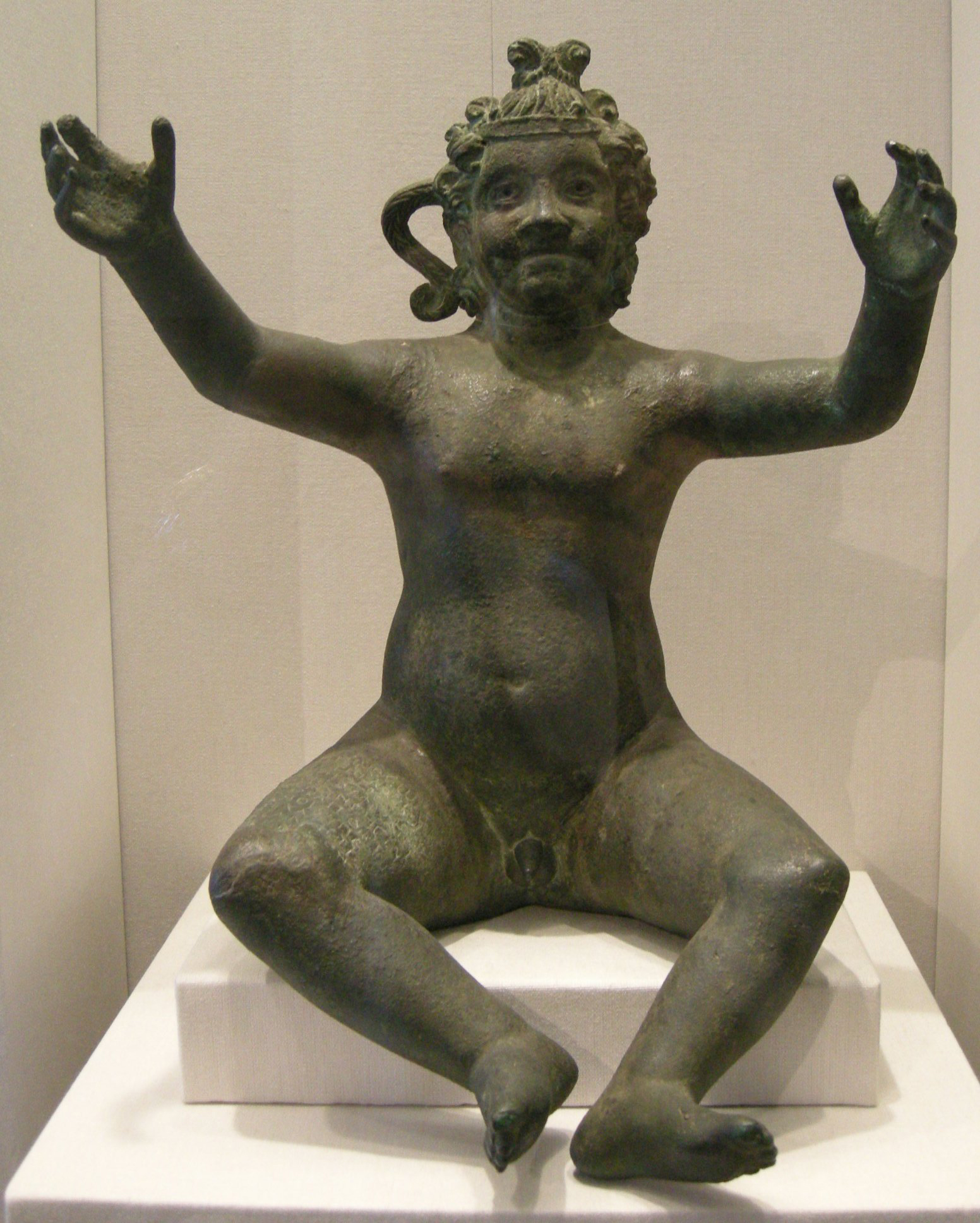
حربوقراط ، أوائل القرن الثالث الميلادي ، العصر الروماني المتأخر. قصر كاليفورنيا لفيلق الشرف

## روابط خارجية
- ضفيرة حورس على خعمواست (ابن رمسيس الثاني) - متحف بروكلين